# Ladoga-Bahnhof

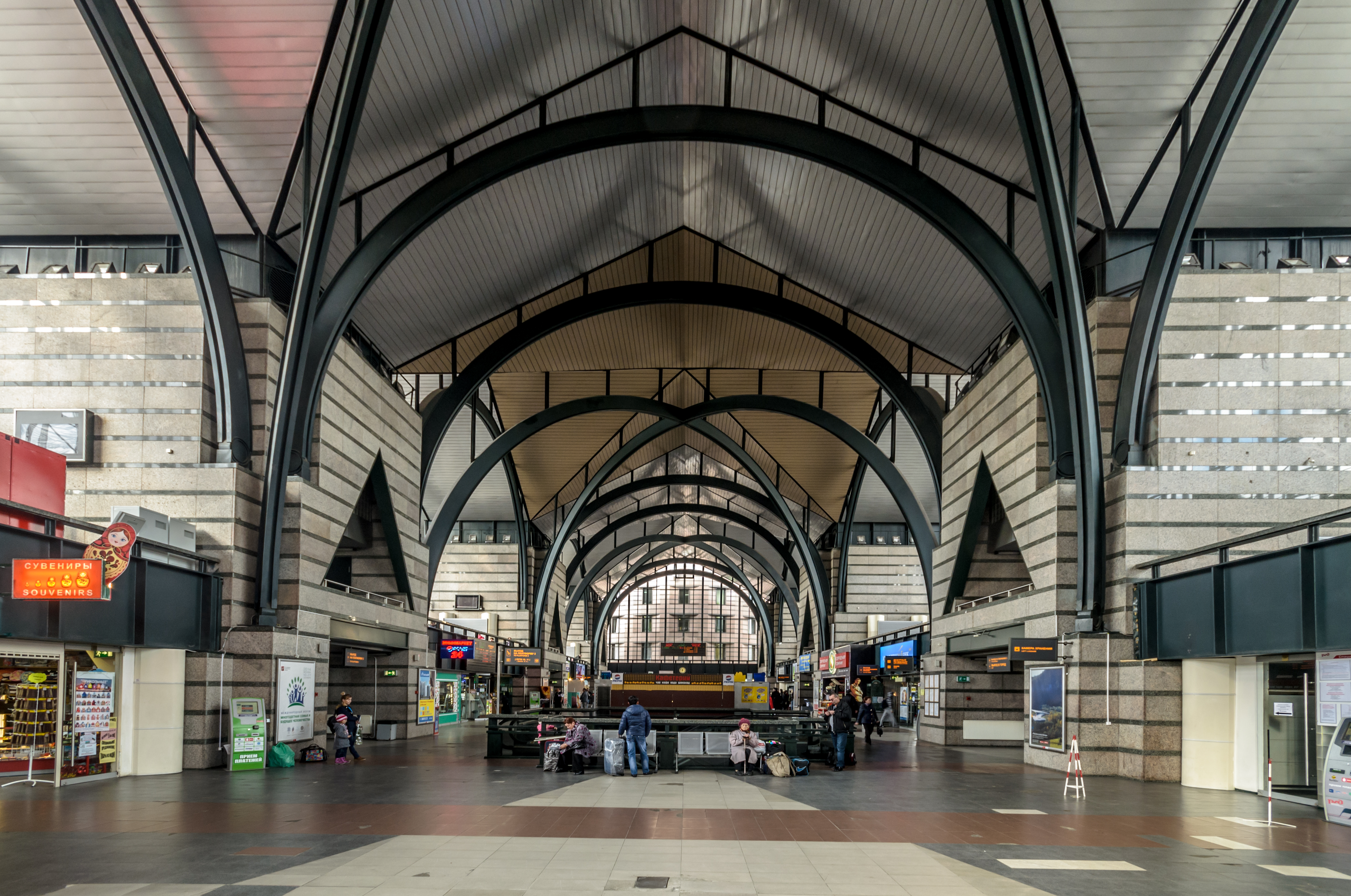
Eine der Bahnhofshallen

Der Ladoga-Bahnhof (russisch Ладожский вокзал – Ladoschski woksal) ist der jüngste der fünf Hauptbahnhöfe der russischen Stadt Sankt Petersburg und als einziger der fünf  kein Kopfbahnhof, sondern ein Durchgangsbahnhof.
Der Bahnhof liegt am rechten Newa-Ufer am Sanewski-Prospekt neben der Metrostation Ladoschskaja. Die Kapazität des Bahnhofes ist auf bis zu 26 Fern- und 50 Nahverkehrszugpaare pro Stunde ausgerichtet. Die Abfertigungshallen für den Nahverkehr befinden sich im Untergeschoss des Empfangsgebäudes, die für den Fernverkehr im Obergeschoss. Fernverkehrszüge fahren in verschiedene Richtungen ab, darunter nach Moskau sowie nach Helsinki. Mit den Regionalzügen – auch Elektritschkas genannt – kann man unter anderem nach Wolchow fahren.
Planungen für den Ladoga-Bahnhof gab es erstmals in den 1980er Jahren. Die Bauarbeiten waren jedoch lange Zeit aus Geldmangel eingefroren und begannen erst 2001. Eröffnet wurde der neue Bahnhof im Mai 2003 anlässlich der Feierlichkeiten zum 300-jährigen Bestehen der Stadt Sankt Petersburg.